# Le Transloy
Le Transloy é uma comuna francesa na região administrativa de Altos da França, no departamento de Pas-de-Calais. Estende-se por uma área de 10,41 km². Em 2010 a comuna tinha 424 habitantes (densidade: 40,7 hab./km²).